# 고료촌 (오사카부)
고료촌(일본어: 五領村)은 일본 오사카부 시마카미군·미시마군에 설치되었던 촌이다. 현재의 다카쓰키시 동부에 해당한다.

## 역사
- 1889년 4월 1일 - 정촌제 시행에 의해 시마카미군 고료촌이 성립하였다.
- 1896년 4월 1일 - 미시마군이 성립해, 소속이 변경되었다.
- 1950년 11월 1일 - 다카쓰키시에 편입해, 동일 고료촌은 폐지되었다.

## 교통

### 철도
- 게이한신 급행 전철
  - 한큐 교토 본선

### 도로
- 서국가도

## 참고문헌
- 角川日本地名大辞典 27 大阪府